# Le Mesnil-Amelot (stanice metra v Paříži)
Le Mesnil-Amelot je budoucí stanice pařížského metra, která se bude nacházet na severovýchodním konci linky 17, na území obce Le Mesnil-Amelot, v departementu Seine-et-Marne, v regionu Ile- de-France. Otevřena má být do roku 2030.

## Stanice
Na stanici bude instalováno dílo Esther Stocker ve spolupráci s architektem Benoîtem Le Thierry d'Ennequin.